# صوفي آبرلي
صوفي بليدسو آبرلي (التي وُلدت هيريك؛ 10 يوليو 1896 – 1 أكتوبر 1996) كانت عالمة أنثروبولوجيا وطبيبة وأخصائية تغذية أمريكية، مشهورة بأعمالها مع شعوب بويبلو. كانت واحدة من امرأتين تم تعيينهما لأول مرة في مجلس العلوم الوطني.

## الحياة المبكرة والتعليم
وُلدت صوفي بليدسو هيريك في عام 1896 لألبرت وكلارا س. هيريك في مدينة سكنيكتادي ،نيويورك . كانت جدتها من جهة والدها، التي تحمل نفس اسمها، الكاتبة صوفيا بليدسو هيريك. نشأت صوفي في بيئة تعليمية منزلية، وفي سن الـ21 تزوجت لفترة قصيرة من رجل يحمل اسم عائلة "أبرلي"، وهو الاسم الذي اختارت أن تحتفظ به بعد الزواج. بدأت صوفي دراستها في جامعة كاليفورنيا في بركلي، لكنها انتقلت لاحقًا إلى جامعة ستانفورد، حيث حصلت على درجة البكالوريوس في عام 1923، ودرجة الماجستير في عام 1925، ثم درجة الدكتوراه في علم الوراثة في عام 1927. بعدها، التحقت بكلية الطب في جامعة ييل، حيث حصلت على شهادة الطب (M.D.) في عام 1930. أثناء دراستها، عملت صوفي كمساعدة في علم الأنسجة، وعلم الأجنة، وعلم الأعصاب، بالإضافة إلى عملها كأستاذة مساعدة في الأنثروبولوجيا.

## المسيرة المهنية والبحثية
على الرغم من أن صوفي آبرلي بدأت مسيرتها المهنية بتدريسها لمدة أربع سنوات في جامعة ييل، إلا أنها قضت معظم حياتها المهنية في العمل مع المجتمعات الأمريكية الأصلية. عملت في مكتب شؤون الهنود من عام 1935 حتى 1944، ثم شغلت منصبًا في المجلس الوطني للبحوث حتى عام 1949، ومن 1949 حتى 1954 عملت في جامعة نيو مكسيكو. في عام 1948، نُشر كتابها الأول الذي جعلها من أبرز المدافعين عن حقوق أراضي شعوب بويبلو.
كانت هي و غيرتي كوري أول امرأتين يتم تعيينهما في مجلس العلوم الوطني من قبل الرئيس هاري ترومان في عام 1951. واستمرت آبرلي في عضويتها حتى عام 1957. عملت كأخصائية رئيسية للتغذية في مستشفى مقاطعة بيرناليّو الهندي حتى عام 1966، ثم عادت إلى جامعة نيو مكسيكو كأستاذة في الطب النفسي، وهو المنصب الذي شغلته حتى تقاعدها في عام 1970.

## الخدمة المهنية
قضت صوفي آبرلي جزءًا كبيرًا من مسيرتها المهنية في العمل على لجان تخص تخصيص الأراضي والصحة. كانت عضوًا في لجنة حوض نهر ريو غراندي العلوي، ولجنة الصحة في مجلس بويبلو الهندي الشامل، ولجنة التغذية في نيو مكسيكو، ومؤتمر البيت الأبيض للأطفال في الديمقراطية، ولجنة الوفيات الأمهات والأطفال، ومنظمة تنظيم الأسرة. كما كانت رئيسة مجلس الإدارة في مدرسة التدريب الميداني جنوب غربية للخدمة الفيدرالية، ولجنة حقوق وحريات ومسؤوليات الأمريكيين الأصليين.

## العضويات المهنية
- الجمعية الأمريكية لتقدم العلوم
- الرابطة الأمريكية للأنثروبولوجيا
- الجمعية الطبية الأمريكية

## الأعمال
- هنود بويبلو في نيو مكسيكو: أرضهم، اقتصادهم وتنظيمهم المدني
- الهنود: الأعمال غير المكتملة في أمريكا